# 宮城県道17号栗駒岩出山線
宮城県道17号栗駒岩出山線（みやぎけんどう17ごう くりこまいわでやません）は、宮城県栗原市と大崎市を結ぶ県道（主要地方道）である。

## 概要
丘陵地を通って栗駒、一迫、岩出山の町々を南北につなぐ。
一関と岩出山をつないだ「陸奥上街道」を原型とする路線。（一関～栗駒間は国道457号）
源頼朝の奥州藤原氏討伐では、藤原泰衡を追って平泉に向かう際に「松山道」（後の陸奥上街道）を経由している。江戸時代にも主要な街道として利用され、河合曾良の日記によると、松尾芭蕉は平泉の帰途本街道を通ったとされる。
現在の県道として改良された区間を除く旧街道は保存状態が良好な区間が多く、1978年（昭和53年）から4年をかけて保存整備事業が行われ、1990年（平成2年）には国の史跡指定を受けている。

### 路線データ
- 実延長：24,884.7 m[3]
- 起点：宮城県栗原市栗駒稲屋敷（国道457号・宮城県道181号大鳥沢辺線交点）
- 終点：宮城県大崎市岩出山上野目（要害交差点、国道47号交点）

## 歴史
- 1958年（昭和33年）3月31日 - 一般県道113号として「栗駒岩出山線」が認定される。[4]
- 1971年（昭和46年）6月26日 - 建設省により県道栗駒岩出山線が「栗駒岩出山線」として主要地方道に初めて指定される。[5]
- 1993年（平成5年）
  - 5月11日 - 建設省から、県道栗駒岩出山線が栗駒岩出山線として主要地方道に指定される[6]。
  - 10月19日 - 県道番号が決定[7]され、従前の主要地方道34号[8]から、県道17号に変更される。（12月1日より施行）

## 路線状況

### 別名
- 松山街道（陸奥上街道）

### 重複区間
- 宮城県道42号築館栗駒公園線：栗原市栗駒稲屋敷 起点 - 栗原市栗駒片子沢

### 交通量[9]
令和３年度・12時間交通量
- 栗原市一迫真坂新道満 - 4,250台

## 地理

### 通過する自治体
- 栗原市
- 大崎市

### 交差する道路

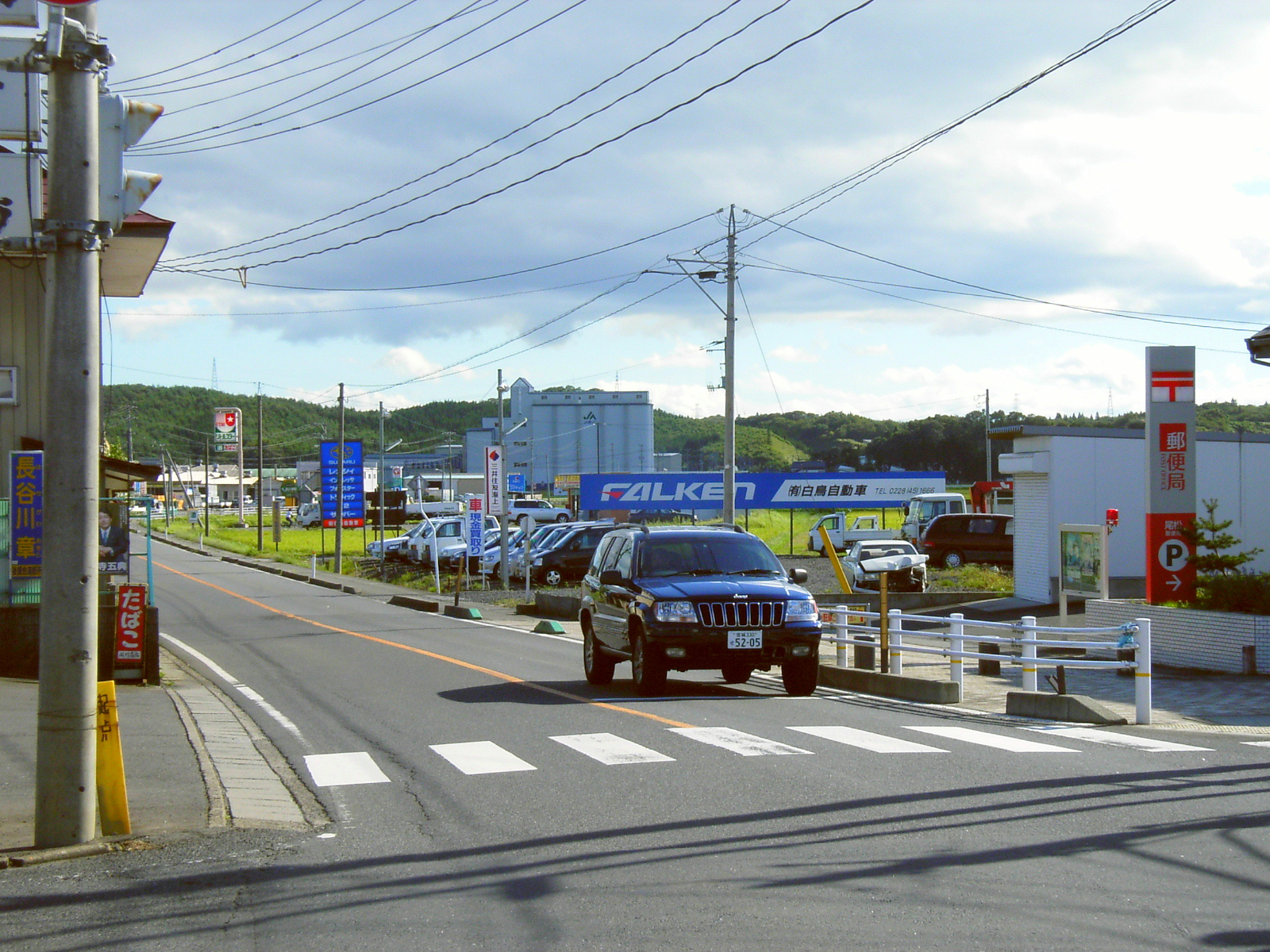
起点（2005年9月、栗原市）

- 国道457号（宮城県道42号築館栗駒公園線重複）・宮城県道181号大鳥沢辺線（起点）
- 宮城県道42号築館栗駒公園線（栗原市栗駒片子沢）
- 宮城県道178号花山一迫線（栗原市一迫真坂字新道満）
- 国道398号（栗原市一迫柳目上田）
- 宮城県道59号古川一迫線（栗原市一迫柳目）
- 宮城県道167号真山高清水線（大崎市岩出山上真山日向要害）
- 国道47号（終点）